# Смертная казнь в Грузии
Смертная казнь в Грузии (груз. სიკვდილით დასჯა საქართველოში) была полностью отменена в 2007 году в результате принятия поправки к Конституции. В ноябре 1996 года в Грузии был введён мораторий на высшую меру наказания, а в 1997 году она была отменена за любые преступления. До 2007 года её можно было восстановить, лишь приняв соответствующий политический акт, теперь же это стало возможно лишь с изменением Конституции.

## История
Смертная казнь в Грузии имеет долгую историю. В древности и средневековье в стране казнили за особо тяжкие преступления, такие как государственная измена, пиратство, публичное оскорбление правителя. В 1170 году царь Георгий III разрешил также казнить за воровство. В то время в Грузии были распространены несколько способов казни: повешение, удушение, сбрасывание со скалы, сожжение на костре.
Впервые на территории Грузии она была отменена во времена правления царицы Тамары. В годы её правления страна стала одной из сильнейших в регионе и достигла успехов в науке и культуре. Из исторических документов следует, что во время правления Тамары в Грузии совершалось незначительное количество грабежей и пиратских нападений. Всё это создало условия для отмены казни. Согласно тем же документам, в этот период в государстве не был казнён ни один человек. Считается, что этот запрет сохранялся до второй половины XIII века, когда в Грузию вторглись войска монголов.
На протяжении последующих нескольких веков в Грузии не было благоприятных условий для введения запрета смертной казни. Высшая мера наказания была отменена после создания Грузинской демократической республики, однако 26 мая 1918 был введен «Закон о восстановлении смертной казни по преступлениям особо тяжкого характера». Спустя несколько лет Грузия, Армения и Азербайджан были объединены в Закавказскую Социалистическую Федеративную Советскую Республику (ЗСФСР) и вошли в состав СССР.

### Советский период
С 1934 года в ЗСФСР действовал карательный орган — «тройка» НКВД. Позднее Грузия, Армения и Азербайджан получили статус союзных республик, и в каждой из них были созданы свои «тройки». Важным документом, свидетельствующим о репрессиях тридцатых годов, является комплекс документальных материалов массовых операций Большого террора. В числе этих материалов протоколы особой тройки НКВД Грузинской ССР. Эта «тройка» действовала в 1937—1938 годах. Она осудила по оперативному приказу НКВД СССР № 00447 в отношении «кулаков, уголовников и других контрреволюционных элементов» свыше 20 000 человек.
В тот период в Советском Союзе также действовали «национальные тройки». Число осуждённых ими разнится от 350 тысяч до 365 тысяч человек. Значительная часть осужденных приговаривался к расстрелу. Действия этого органа были направлены против немцев, поляков, латышей, греков, турок, японцев и т. д. В ГССР этой «тройкой» были осуждены 1982 человека, из них 432 были расстреляны. В Грузии национальные операции не считались приоритетным направлением Большого террора и не достигли масштабов, сопоставимых с этнической чисткой или геноцидом.
В послевоенное время смертная казнь была отменена постановлением Президиума Верховного совета СССР от 26 мая 1947 года. Однако она была восстановлена уже 12 мая 1950 года. Ко времени распада Советского Союза в Грузии высшую меру наказания можно было применять за тридцать три вида преступлений, среди которых были шпионаж, террористические акты, военные преступления, убийство, взяточничество при отягчающих обстоятельствах, незаконное присвоение частного и государственного имущества в особо крупных размерах. Согласно 24-й статье УК, нельзя было казнить женщин, которые во время вынесения приговора были беременны, и лиц, не достигших совершеннолетия на момент совершения преступления.

## Современный период
В 1991 году Грузия была одним из первых постсоветских государств, предпринявших конкретные шаги для отмены смертной казни. 20 марта того же года парламент страны изъял из Уголовного кодекса возможность применения этого вида наказания за 4 экономические нарушения. В 1992 году был объявлен мораторий на казнь до принятия нового Уголовного кодекса. В августе 1993 года высшая мера наказания была отменена за 14 военных преступлений. Однако, в 1994 году было решено отменить двухлетний мораторий. В период с марта 1994 по февраль 1995 года были казнены 14 человек. В этот период были смягчены по крайней мере 20 смертных приговоров.
До 1997 года УК Республики Грузия предусматривал вынесение смертного приговора за следующие преступления: геноцид, террористический акт, террористический акт против представителя иностранного государства, диверсия, умышленное убийство при отягчающих обстоятельствах, посягательство на жизнь работника полиции и военное преступление, принуждение начальника к нарушению служебных обязанностей.
В 1996 году второй президент Грузии Эдуард Шеварднадзе направил письмо парламентариям. Он писал: 

Защита прав человека в Грузии основана на гуманной традиции нашего народа и гарантирована новой Конституцией. Высшее право человека — это право на жизнь. Она дана людям Богом, но должна быть защищена государством. 
После этого он объявил официальный мораторий на применение смертной казни. На следующий день депутаты парламента Грузии проголосовали за отмену этой меры наказания.
В 2007 году казнь была отменена на конституционном уровне. Принятое парламентом страны решение было утверждено третьим президентом Грузии Михаилом Саакашвили. Это позволило исключить возможность восстановления смертной казни посредством принятия соответствующих актов.

## Смертная казнь в Абхазии и Южной Осетии
В советское время в состав Грузинской Советской Социалистической Республики входили Абхазская и Аджарская Автономные Советские Социалистические Республики и Юго-Осетинская автономная область. Однако с распадом СССР на территории Грузии начались вооружённые конфликты, в результате которых Тбилиси потерял контроль над Абхазией и Южной Осетией. Сегодня Аджария является единственным регионом, полностью интегрированным в состав Грузии. Аджария имеет собственный Верховный суд, принятые им решения могут быть обжалованы в Верховном суде страны.
Ситуация со смертной казнью в частично признанных государствах несколько отличается от положения в Грузии. Согласно заявлению прокурора Абхазии, посетившего Лондон в 1994 году, в 90-е были казнены пять или шесть человек, осуждённые за убийство. Достоверно известно о вынесении одного смертного приговора в Абхазии: 5 декабря 1995 года гражданин Грузии старший лейтенант Рузген Гогохия был приговорён к высшей мере наказания по обвинению в разжигании межнациональной розни (статья 75 УК Республики Абхазия), разбое и применении насилия в отношении мирного населения в зоне военных действий (статья 285 УК Абхазии), в том числе в участии в убийстве семьи в Очамчыре. Конфликты 1990-х годов привели к тому, что апелляции перестали заслушиваться грузинскими органами высшей инстанции, в Абхазии же тогда не было специального органа, рассматривавшего прошения о помиловании.
В Республике Южная Осетия (РЮО) высшая мера наказания никогда не применялась. В Уголовном кодексе частично признанной республики есть пять статей (в том числе торговля наркотиками и их производство), за которые предусмотрена смертная казнь. При этом действует мораторий на вынесение смертных приговоров. В 2008 году разрабатывался закон, согласно которому смертная казнь должна была быть полностью отменена.